# Bonoso di Sardica
Bonòso (latino: Bonosius; ... – 400 circa) è stato un vescovo romano.
Fu vescovo di Naisso (ora Niš in Serbia) o secondo altre fonti di Serdica (l'attuale Sofia, in Bulgaria). Ad Aquileia godette dell'amicizia di Sofronio Eusebio Girolamo.
Negò la verginità perpetua di Maria, così come Gioviniano di Roma ed Elvidio a Milano, e seguì Fotino di Sirmio nella negazione della divinità di Gesù Cristo.
Invitato a lasciare la sede vescovile, perché scomunicato dal concilio di Capua nel 391, non si sottomise e continuò la propaganda delle sue dottrine facendo proseliti che da lui presero il nome, i bonosiani.  Di essi è segnalata la presenza fino al VII secolo.